# Tim Minchin
Tim Minchin (Northampton, Reino Unido, 7 de Outubro de 1975) é um comediante, ator, escritor e músico australiano. Conhecido pela comédia musical, seu material inclui temas como sátira social, poesia, tabus, fé e racionalidade, além de sua própria ambição fracassada de se tornar um rock star. 
Após crescer em Perth, Minchin concluiu o bacharelado em Artes pela Universidade do Oeste Australiano, se formando tanto em Inglês como em Teatro, antes de se mudar para Melbourne em 2002, onde ele começou a desenvolver seu ato. Seu show de estreia, "Dark Side", lançou-o ao olhar do público, alcançando sucesso de crítica no Festival Internacional de Comédia de Melbourne em 2005 e no Edinburgh Fringe Festival.
Minchin começou sua carreira no teatro e estrelou várias peças, em adição a alguns pequenos papéis na TV australiana, além de ter escrito um roteiro para um piloto de TV que recebeu algum interesse de canais norte-americanos; no fim de 2007 divulgou-se que ele estaria em meados de acertos com a HBO.

## Biografia
Tim Minchin cresceu em Perth, Austrália ocidental. Ele começou a aprender piano aos 8 anos, no entanto desistiu após três anos porque não se adequou a disciplina de ensino. Ele redescobriu um interesse pelo instrumento depois de começar a escrever suas próprias músicas, em conjunto com o irmão, apesar disso ele ainda se descreve como um "pianista medíocre". Após se graduar pela Universidade do Oeste Australiano,  em 1998 ele complementou sua formação com um Diploma Avançado em Música Contemporânea pela Western Australian Academy of Performing Arts.
No momento ele vive em Londres com sua mulher, Sarah, e a filha Violet. Minchin freqüentemente refere-se à família em suas canções e shows de comédia ao vivo, constantemente relembrando como ele conheceu Sarah aos 17 anos e sua vida de casal.

## Carreira

### Comédia Musical
Após completar a academia de Música Contemporânea em 1998, Minchin começou a compor músicas para documentários e teatro. Ele lançou um álbum intitulado "Sit" com sua banda Timmy the Dog em 2001, mas conseguiu pouco sucesso. Em 2002, depois de apenas um trabalho de atuação profissional, ele se mudou de Perth para Melbourne visando trabalho.  Minchin encontrou dificuldades inicialmente; ele não conseguiu um agente por um ano e havia falhado em obter qualquer trabalho como ator. Enquanto várias gravadoras deram-lhe um retorno positivo, estas não estavam certas de como comercializar uma mistura de sátira com o gênero pop/jazz. Minchin então decidiu compilar todas suas músicas de conteúdo humorístico em um único show ao vivo "para tirar a comédia de seu peito" antes de se voltar para músicas mais sérias.
Minchin alega ter entrado na comédia "ingenuamente", sem nunca ter presenciado um show de comédia ao vivo antes de executar um ele mesmo. O show que o revelou, "Dark Side", atingiu sucesso de crítica no Festival Internacional de Comédia de Melbourne, onde ele ganhou o prêmio de melhor estreante. No Edinburgh Fringe Festival, Minchin também recebeu o prêmio de melhor comediante estreante. Seu show de 2006, "So Rock", foi indicado ao prêmio máximo do Festival Internacional de Comédia de Melbourne, o prêmio 'Barry', e em 2007 ele ganhou o prêmio de Melhor Comediante Alternativo no Festival de Comédia e Artes da HBO.
Minchin descreve seu ato como um "show de cabaré engraçado" e vê a si mesmo primordialmente como um músico e compositor ao invés de comediante; suas músicas, diz ele, "calham de ser engraçadas". Ele busca no seu passado no teatro sua aparência distinta no palco e persona. Em suas performances, ele tipicamente entra no palco descalço e com um penteado desgrenhado, maquiagem pesada nos olhos, tudo justaposto com uma roupa formal e um piano de cauda. De acordo com Minchin, ele não gosta de usar sapatos em seus shows porque isso o faz se sentir mais confortável. Ele considera a sombra nos olhos fundamental porque enquanto ele toca o piano fica privado dos braços e precisa que seus traços estejam bem delineados para manifestar expressões e gestos; Muito de sua aparência e persona, ele diz, deve-se a "ficar na linha entre rir de si mesmo sobre querer ser uma figura icônica. Debochar a ridiculosidade e completo irrealismo do sonho de ser um ídolo". A aparência excêntrica de alguma forma remove Tim Minchin do real, permitindo a ele fazer declarações infames no palco "sem irritar (a maioria) das pessoas".
O show consiste amplamente das músicas cômicas e poesias de Tim, com temáticas indo da sátira social a bonecas infláveis e fetiches sexuais, até suas próprias fracassadas pretensões a rockstar. Durante as músicas, Tim executa curtos comentários stand-up. Muitas de suas músicas tratam de religião, um assunto com o qual Minchin - um ateísta e fã de Richard Dawkins - diz ser "um pouco obcecado". Ele argumenta que, como uma das mais poderosas e influentes instituições no mundo, a religião nunca deveria ser imune a sátiras. Ele alega que sua canção preferida nas apresentações é "Peace Anthem for Palestine", que reflete seus pensamentos quanto aos conflitos religiosos. Sua sátira também atinge tabus abrangentemente, um tema que Minchin alega interessar-lhe devido ao que ele considera hipocrisia em coisas que a sociedade classifica como apropriadas ou não.
Em agosto de 2008 Minchin debutou seu terceiro show solo, "Ready For This?", no Edinburgh Fringe e subsequentemente continuou o show pelo Reino Unido. Gravações ao vivo de seus shows de 2005 e 2006 foram lançados em dois CDs. Em 2007, Minchin lançou um DVD intitulado So Live, o qual inclui uma apresentação ao vivo na Ópera de Sydney com material de ambos shows anteriores. Ele também fez apresentações musicais em vários programas de rádio e TV, na BBC, ABC, BBC Radio 4 e BBC Radio 2.
Minchin escreveu um episódio piloto para uma série de TV. Originalmente direcionado para a BBC, o roteiro ainda não foi adquirido por nenhuma emissora de TV, mas tem obtido algum interesse nos EUA.

## Discografia
- 2001 - Sit (com a banda Timmy the Dog)
- 2005 - Dark Side
- 2006 - So Rock
- 2007 - So Live
- 2008 - So Fucking Rock

## Premiações
- Melhor Show Alternativo no Festival de Comédia e Artes dos EUA de 2007
- Prêmio do Diretor por "Dark Side" no Festival Internacional da Comédia de Melbourne em 2005
- Melhor Estreante Perrier Comedy Award no Edinburgh Fringe Festival de 2005